# Intimate Enemies
Pour plus de détails, voir Fiche technique et Distribution.
Intimate Enemies (나의 절친 악당들, Naui Jeolchin Akdangdeul) est un film sud-coréen réalisé par Im Sang-soo, sorti en 2015.

## Fiche technique
- Titre original : 나의 절친 악당들, Naui Jeolchin Akdangdeul
- Titre français : Intimate Enemies
- Réalisation : Im Sang-soo
- Scénario : Im Sang-soo
- Pays d'origine : Corée du Sud
- Format : Couleurs - 35 mm
- Genre : Comédie, action et thriller
- Durée : 110 minutes
- Date de sortie : 2015

## Distribution
- Koh Joon-hee : Na-mi
- Kim Eung-soo : In-soo
- Ryu Hyun-kyung : Jung-sook
- Ryu Seung-beom : Ji-noo
- Yang Ik-joon : Eumbooki